# Saturnino Montero Ruiz
Saturnino Montero Ruiz (1916-2001) fue un contador y político argentino que se desempeñó como presidente del Banco Ciudad de Buenos Aires en varias ocasiones y ocupó de facto la Intendencia de Buenos Aires durante la última etapa de la dictadura autotitulada "Revolución Argentina".
Además de desempeñarse como presidente del Colegio de Contadores Públicos de Mendoza en 1956, fue vocal del Directorio del Banco de la Nación Argentina entre 1955 y 1956. Durante este período no estuvo afiliado a ningún partido político, y llegó a quedar a cargo del entonces Banco Municipal de Buenos Aires cuando el general Juan Carlos Onganía tomó el poder en 1966.
Cinco años después, el dictador Alejandro Lanusse lo impuso como intendente de Buenos Aires, reemplazando al general Tomás Caballero. Durante su breve pero activa gestión, se transformó en peatonal la céntrica calle Florida, la primera en donde se prohibieron los vehículos permanentemente en la ciudad (la seguiría la calle Lavalle pocos años después). Además, se entregó a sus propietarios la primera etapa del conjunto habitacional Lugano 1 y 2, un amplio barrio de torres en tira que no tenía comparación en la época, por la cantidad de personas que podía alojar y por la obra de ingeniería y arquitectura que significó su construcción.
Por otro lado, programó la extensión de la inconclusa avenida Nueve de Julio en los tramos desde avenida Independencia hasta avenida Caseros (hacia el sur) y desde Arenales hasta avenida Santa Fe (hacia el norte), y además se inició el ensanche de las avenidas San Juan e Independencia desde la avenida Paseo Colón hasta la avenida Entre Ríos.
En 1971 Montero Ruiz encargó la realización del Plan Visual de Buenos Aires, que unificó la señalización urbana de la ciudad. En 1972, sancionó por ordenanza la primera delimitación oficial de los barrios porteños.

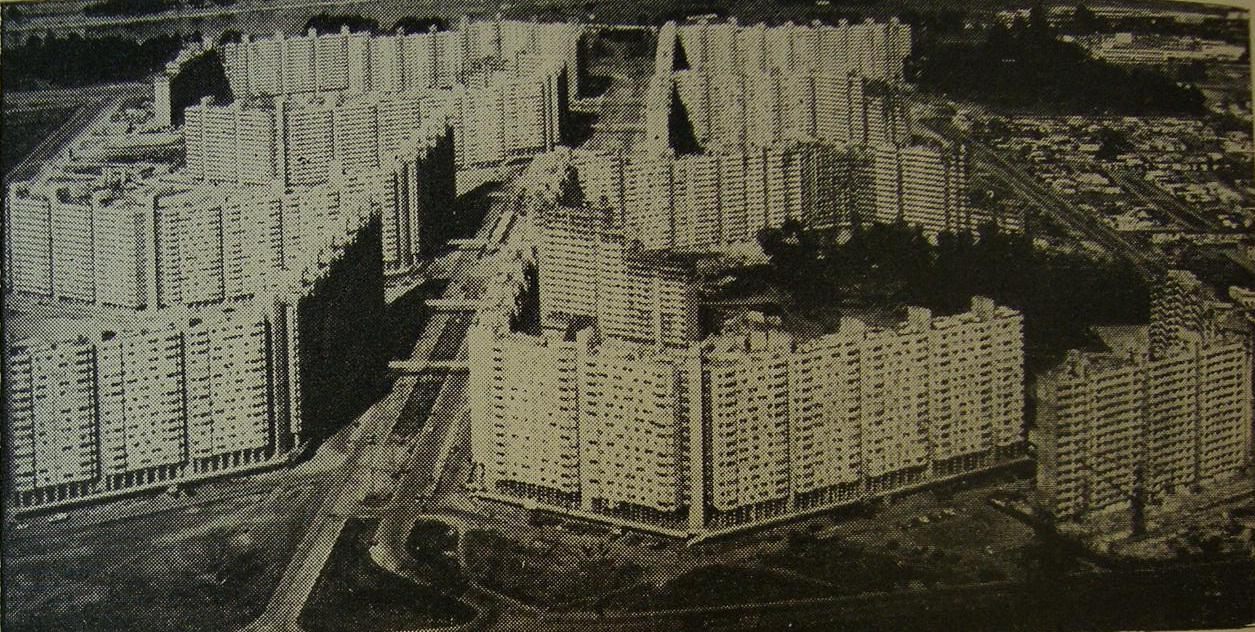
El complejo habitacional Lugano 1 y 2 (hoy barrio General Savio) en los años setenta.

Una vez que Lanusse lo reemplazó, Montero Ruiz se alejó de la política y solo volvió a aparecer en los diarios en 1980, cuando fue secuestrado de manera confusa en París y liberado por desconocidos luego de nueve días. Con el regreso a la democracia en 1983, se afilió al Partido Justicialista, alegando que había sido muy amigo de los sindicalistas Vandor, Rucci y Lorenzo Miguel.
Durante la intendencia de Carlos Grosso, volvió a presidir el ahora Banco Ciudad de Buenos Aires, y se vio envuelto en el escándalo por el otorgamiento de créditos incobrables a las empresas de la familia del presidente Carlos Menem.
Montero Ruiz murió a los 85 años en su residencia del barrio porteño de Belgrano, cuando se presentaba como primer candidato en la lista de senadores del PJ Social.